# Sepak takraw na Halowych Igrzyskach Azjatyckich 2007
Sepak takraw na Halowych Igrzyskach Azjatyckich 2007 w Makau odbywał się w hali Workers Sports Pavilion w dniach 31 października - 3 listopada. W zawodach udział brali zarówno mężczyźni jak i kobiety. Zawody zdominowali Tajowie, którzy wygrali oba turnieje. 

## Mężczyźni

### Runda 1
31 października
| Poz. | Drużyna          | Pkt |
| ---- | ---------------- | --- |
| 1    | Birma            | 890 |
| 2    | Tajlandia        | 840 |
| 3    | Indonezja        | 760 |
| 4    | Filipiny         | 510 |
| 5    | Korea Południowa | 470 |
| 6    | Iran             | 370 |
| 7    | Wietnam          | 360 |
| 8    | Japonia          | 290 |
| 9    | Indie            | 280 |
| 10   | Kambodża         | 250 |
| 11   | Makau            | 220 |

### Runda 2
1 listopada
| Poz. | Drużyna          | Pkt |
| ---- | ---------------- | --- |
| 1    | Birma            | 910 |
| 2    | Tajlandia        | 770 |
| 3    | Indonezja        | 580 |
| 4    | Filipiny         | 530 |
| 5    | Wietnam          | 490 |
| 6    | Iran             | 480 |
| 6    | Korea Południowa | 480 |
| 8    | Japonia          | 340 |
| 9    | Indie            | 310 |
| 10   | Kambodża         | 260 |
| 11   | Makau            | 140 |

### Runda medalowa
|  |                      |                      |                      |           |     |                   |                   |                   |
|  | Półfinał 2 listopada | Półfinał 2 listopada | Półfinał 2 listopada |           |     | Finał 3 listopada | Finał 3 listopada | Finał 3 listopada |
|  | Półfinał 2 listopada | Półfinał 2 listopada | Półfinał 2 listopada |           |     | Finał 3 listopada | Finał 3 listopada | Finał 3 listopada |
|  |                      |                      |                      |           |     |                   |                   |                   |
|  |                      |                      |                      |           |     |                   |                   |                   |
|  | Birma                | Birma                | 800                  |           |     |                   |                   |                   |
|  | Birma                | Birma                | 800                  |           |     |                   |                   |                   |
|  | Filipiny             | Filipiny             | 450                  |           |     |                   |                   |                   |
|  | Filipiny             | Filipiny             | 450                  |           |     | Birma             | Birma             | 820               |
|  |                      |                      |                      |           |     | Birma             | Birma             | 820               |
|  |                      |                      | Tajlandia            | Tajlandia | 920 |                   |                   |                   |
|  | Tajlandia            | Tajlandia            | Tajlandia            | Tajlandia | 920 | 830               |                   |                   |
|  | Tajlandia            | Tajlandia            |                      |           |     |                   |                   |                   |
|  | Indonezja            | Indonezja            | 680                  |           |     |                   |                   |                   |
|  | Indonezja            | Indonezja            | 680                  |           |     |                   |                   |                   |
|  |                      |                      |                      |           |     |                   |                   |                   |

## Kobiety

### Runda 1
31 października
| Poz. | Drużyna   | Pkt |
| ---- | --------- | --- |
| 1    | Birma     | 590 |
| 2    | Tajlandia | 540 |
| 3    | Indonezja | 440 |
| 4    | Wietnam   | 360 |
| 5    | Indie     | 140 |
| 6    | Makau     | 30  |

### Runda 2
1 listopada
| Poz. | Drużyna   | Pkt |
| ---- | --------- | --- |
| 1    | Birma     | 670 |
| 2    | Tajlandia | 610 |
| 3    | Wietnam   | 550 |
| 4    | Indonezja | 350 |
| 5    | Indie     | 160 |
| 6    | Makau     | 40  |

### Runda medalowa
|  |                      |                      |                      |           |     |                   |                   |                   |
|  | Półfinał 2 listopada | Półfinał 2 listopada | Półfinał 2 listopada |           |     | Finał 3 listopada | Finał 3 listopada | Finał 3 listopada |
|  | Półfinał 2 listopada | Półfinał 2 listopada | Półfinał 2 listopada |           |     | Finał 3 listopada | Finał 3 listopada | Finał 3 listopada |
|  |                      |                      |                      |           |     |                   |                   |                   |
|  |                      |                      |                      |           |     |                   |                   |                   |
|  | Birma                | Birma                | 660                  |           |     |                   |                   |                   |
|  | Birma                | Birma                | 660                  |           |     |                   |                   |                   |
|  | Indonezja            | Indonezja            | 400                  |           |     |                   |                   |                   |
|  | Indonezja            | Indonezja            | 400                  |           |     | Birma             | Birma             | 590               |
|  |                      |                      |                      |           |     | Birma             | Birma             | 590               |
|  |                      |                      | Tajlandia            | Tajlandia | 610 |                   |                   |                   |
|  | Tajlandia            | Tajlandia            | Tajlandia            | Tajlandia | 610 | 580               |                   |                   |
|  | Tajlandia            | Tajlandia            |                      |           |     |                   |                   |                   |
|  | Wietnam              | Wietnam              | 490                  |           |     |                   |                   |                   |
|  | Wietnam              | Wietnam              | 490                  |           |     |                   |                   |                   |
|  |                      |                      |                      |           |     |                   |                   |                   |

## Medaliści
| Turniej   | | | |
| --------- | --- | --- | --- |
| Mężczyźni | Tajlandia · Thanaiwat Yoosuk · Saharat Ounumpai · Ekachai Masuk · Sittichai Silathavornwong · Wattana Jaiyan · Chaiya Wattano                | Birma · Than Zaw Oo · U Thien Zaw Min · Maung Maung Sein · Zaw Zaw Aung · Aung Hliang Moe · Aung Zaw      | Indonezja · Hadi Mulyono · Suko Hartono · Yudi Purnomo · Stephanus Sampe · Wisnu Dwi Suhantoro · Edy Suwarno         |
| Mężczyźni | Tajlandia · Thanaiwat Yoosuk · Saharat Ounumpai · Ekachai Masuk · Sittichai Silathavornwong · Wattana Jaiyan · Chaiya Wattano                | Birma · Than Zaw Oo · U Thien Zaw Min · Maung Maung Sein · Zaw Zaw Aung · Aung Hliang Moe · Aung Zaw      | Filipiny · Danilo Alipan · Harrison Castanares · Joel Carbonilla · Hector Memarion · Metodio Suico · Jerome Santiago |
| Kobiety   | Tajlandia · Sahattiya Faksra · Jiraporn Choochuen · Kobkul Chinchaiyaphum · Viparat Ruangrat · Kantinan Sochaiyan · Anussara Supakarnkamjorn | Birma · Nwe Nwe Htwe · Kyu Kyu Thin · May Zin Phyoe · Naing Naing Win · Phyu Phyu Than · Su Tin Zar Naing | Wietnam · Đỗ Thị Thu Hiền · Nguyễn Thị Hòa · Nguyễn Thị Minh Trang · Nguyễn Thái Linh · Cao Thị Yến · Nguyễn Thị Bắc |
| Kobiety   | Tajlandia · Sahattiya Faksra · Jiraporn Choochuen · Kobkul Chinchaiyaphum · Viparat Ruangrat · Kantinan Sochaiyan · Anussara Supakarnkamjorn | Birma · Nwe Nwe Htwe · Kyu Kyu Thin · May Zin Phyoe · Naing Naing Win · Phyu Phyu Than · Su Tin Zar Naing | Indonezja · Dini Mita Sari · Mega Litra Kusuma · Hasmawati Umar · Jumasiah · Nur Qadriyanti · Alberthin Suryani      |

## Tabela medalowa
| Poz.    | Państwo   |   |   |   |   |
| ------- | --------- | - | - | - | - |
| 1       | Tajlandia | 2 | 0 | 0 | 2 |
| 2       | Birma     | 0 | 2 | 0 | 2 |
| 3       | Indonezja | 0 | 0 | 2 | 2 |
| 4       | Filipiny  | 0 | 0 | 1 | 1 |
| 4       | Wietnam   | 0 | 0 | 1 | 1 |
| Łącznie | Łącznie   | 2 | 2 | 4 | 8 |